# كريستينا لوبيز (كرة يد)
كريستينا لوبيز (بالإسبانية: Cristina López Quirós)‏ مواليد 8 يوليو 1975 في قادس، هي لاعبة كرة يد إسبانية. مثلت منتخب إسبانيا لكرة اليد للسيدات. شاركت في دورة الألعاب الأولمبية الصيفية سنة 2004.

## روابط خارجية
- كريستينا لوبيز على موقع الاتحاد الأوروبي لكرة اليد (الإنجليزية)
- كريستينا لوبيز على موقع اللجنة الأولمبية الدولية (الإنجليزية)
- كريستينا لوبيز على موقع أوليمبيديا (الإنجليزية)